# Das Vermächtnis von Montezuma
Das Vermächtnis von Montezuma (Originaltitel: National Treasure: Edge of History) ist eine US-amerikanische Action-Abenteuer-Serie, die inhaltlich eine Fortsetzung zu den Filmen Das Vermächtnis der Tempelritter (2004) und Das Vermächtnis des geheimen Buches (2007) darstellt. Die Veröffentlichung erfolgte vom 14. Dezember 2022 bis zum 8. Februar 2023 beim Streaminganbieter Disney+ und wurde nach einer Staffel eingestellt. Die Hauptrolle der Jess Valenzuela spielt Lisette Olivera.

## Besetzung und Synchronisation
Die deutschsprachige Synchronfassung entstand bei FFS Film- & Fernseh-Synchron in Berlin nach Dialogbüchern von Andreas Pohr sowie Andrea Solter und unter der Dialogregie von Peggy Sander. Reinhard Scheunemann löste hierbei Joachim Kerzel als Synchronstimme von Harvey Keitel ab, während Markus Pfeiffer und Marcel Collé wieder ihre alten Rollen übernahmen.
| Rollenname                    | Schauspieler         | Hauptrolle (Episoden) | Nebenrolle (Episoden) | Synchronsprecher          |
| ----------------------------- | -------------------- | --------------------- | --------------------- | ------------------------- |
| Jess Valenzuela               | Lisette Olivera      | 1–10                  |                       | Marie Hinze               |
| Tasha Rivers                  | Zuri Reed            | 1–10                  |                       | Flavia Vinzens            |
| Oren Bradley                  | Antonio Cipriano     | 1–10                  |                       | Tom Sander                |
| Ethan                         | Jordan Rodrigues     | 1–10                  |                       | Constantin von Jascheroff |
| Liam Sadusky                  | Jake Austin Walker   | 1–10                  |                       | Rainer Fritzsche          |
| Billie Pearce                 | Catherine Zeta-Jones | 1–10                  |                       | Arianne Borbach           |
| Peter Sadusky                 | Harvey Keitel        | 1                     | 7 (Stimme)            | Reinhard Scheunemann      |
| FBI-Agent Ross                | Lyndon Smith         | 2–10                  |                       | Patrizia Carlucci         |
| Riley Poole                   | Justin Bartha        | 4                     |                       | Marcel Collé              |
| Dr. Zeke Hudson               | Tommy Savas          |                       | 2–6, 9–10             | Dennis Herrmann           |
| FBI-Agent Hendricks / Salazar | Armando Riesco       |                       | 2–4, 7–10             | Markus Pfeiffer           |
| Gina Sadusky                  | Kathleen York        |                       | 2, 4                  | Peggy Sander              |
| Rafael                        | Jacob Vargas         |                       | 7–10                  | Manolo Palma              |

## Produktion
Im Mai 2020 wurde erstmals durch den Produzenten der damaligen Filme Jerry Bruckheimer bekannt, dass eine Serie der National-Treasure-Filme in Arbeit sei, die für den Streaminganbieter Disney+ konzipiert wurde.
2021 erhielt die Serie grünes Licht und mit Lisette Alexis ihre Hauptdarstellerin. Im Juli 2022 wurden innerhalb eines Panels auf der San Diego Comic-Con die weiteren Darsteller sowie der Titel National Treasure: Edge of History (im Deutschen Das Vermächtnis von Montezuma) bekannt gegeben.
Neben Lyndon Smith, Zuri Reed, Jake Austin Walker, Antonio Cipriano und Jordan Rodrigues schloss sich zudem Catherine Zeta-Jones der Besetzung an. Ebenso kehrten in Gastrollen Armando Riesco, Justin Bartha sowie Harvey Keitel aus den ersten beiden Filmen zurück.
Die Dreharbeiten zur Serie fanden in der ersten Jahreshälfte 2022 unter anderem in Baton Rouge und Santa Fe statt.
Im April 2023 wurde die Serie nach einer Staffel abgesetzt.

## Episodenliste
Die Veröffentlichung erfolgt seit dem 14. Dezember 2022 auf Disney+ im wöchentlichen Rhythmus; zum Start waren die ersten beiden Episoden direkt abrufbar.
| Nr. (ges.) | Nr. (St.) | Deutscher Titel         | Originaltitel          | Erstausstrahlung USA | Deutschsprachige Erstveröffentlichung (D/A/CH) | Regie           | Drehbuch                              |
| ---------- | --------- | ----------------------- | ---------------------- | -------------------- | ---------------------------------------------- | --------------- | ------------------------------------- |
| 1          | 1         | Der Geist               | I’m a Ghost            | 14. Dez. 2022        | 14. Dez. 2022                                  | Mira Nair       | Marianne Wibberley & Cormac Wibberley |
| 2          | 2         | Die Schatzkarte         | The Treasure Map       | 14. Dez. 2022        | 14. Dez. 2022                                  | Nathan Hope     | Rick Muirragui                        |
| 3          | 3         | Graceland               | Graceland Gambit       | 21. Dez. 2022        | 21. Dez. 2022                                  | Monica Raymund  | Gabriel Llanas                        |
| 4          | 4         | Charlotte               | Charlotte              | 28. Dez. 2022        | 28. Dez. 2022                                  | Antonio Negret  | Marianne Wibberley & Cormac Wibberley |
| 5          | 5         | Wer ist der Verräter?   | Bad Romance            | 4. Jan. 2023         | 4. Jan. 2023                                   | Laura Belsey    | Sasha Stroman                         |
| 6          | 6         | Alamo Well              | Frenemies              | 11. Jan. 2023        | 11. Jan. 2023                                  | Kevin Alejandro | John-Paul Nickel                      |
| 7          | 7         | Kein Zurück             | Point of No Return     | 18. Jan. 2023        | 18. Jan. 2023                                  | Sherwin Shilati | Paola Villegas Soruco                 |
| 8          | 8         | Gesprengte Ketten       | Prison Break           | 25. Jan. 2023        | 25. Jan. 2023                                  | Sherwin Shilati | Dwain Worrell                         |
| 9          | 9         | Ein Treffen mit Salazar | A Meeting with Salazar | 1. Feb. 2023         | 1. Feb. 2023                                   | Brad Tannenbaum | Diya Mishra & Maura Milan             |
| 10         | 10        | Licht und Dunkelheit    | Treasure Protectors    | 8. Feb. 2023         | 8. Feb. 2023                                   | Nathan Hope     | Rick Muirragui Idee: Gabriel Llanas   |